# Super Mario Bros. 3
Super Mario Bros. 3 (jap. スーパーマリオブラザーズ3 Sūpā Mario Burazāzu Surī) – gra platformowa wyprodukowana i wydana przez Nintendo. Jest trzecią częścią serii Super Mario Bros. na konsolę Nintendo Entertainment System. Została wydana 23 października 1988 w Japonii, 12 lutego 1990 w Ameryce Północnej i 29 sierpnia w Europie. Produkcją kierowali Shigeru Miyamoto i Takashi Tezuka, a muzykę skomponował Kōji Kondō.

## Rozgrywka
Super Mario Bros. 3 wprowadza wiele udoskonaleń do serii Super Mario Bros., m.in. mapę, minigry, nowe power-upy, przeciwnicy i rodzaje terenu. Czerwonowłosy wygląd Bowsera (który jest używany do dziś) został wprowadzony w tej grze. Debiutuje w niej także siódemka (dawnych) dzieci Bowsera, Koopalings. W odróżnieniu od Super Mario Bros. 2, styl rozgrywki jest podobny do tego z Super Mario Bros., lecz zawiera wiele nowości i ulepszeń w przeciwieństwie do Super Mario Bros.: The Lost Levels. Oryginalna gra została sprzedana w liczbie 17.28 miliona kopii, a razem z wersjami na SNES i GBA – w ponad 33 milionach egzemplarzy.
Gra pojawiła się na NES Classic Edition, a także w pakiecie Super Mario All-Stars wydanym na Super Nintendo Entertainment System.

## Fabuła
Mario i Luigi wyruszają na pomoc siedmiu królom panującym nad siedmioma sąsiadującymi światami składającymi się na Mushroom World. Każdemu z nich została skradziona magiczna różdżka i zostali zmienieni w zwierzęta przez Koopalings. Zadaniem braci Mario jest odzyskać różdżki i zmienić królów z powrotem w ludzi.
Na końcu siódmego świata okazuje się, że atak na Mushroom World został przeprowadzony po to, by odsunąć braci Mario od Księżniczki Peach, umożliwiając Bowserowi porwanie jej. W ostatnim, ósmym świecie gracz ma za zadanie uratować księżniczkę.